# Platina
Platina — український поп-рок-гурт, створений 2003 року гітаристом Юрієм Кондратюком. До складу групи увійшли досвідчені музиканти, які працювали з відомими українськими виконавцями.

## Історія
Спочатку група мала назву «Stand.up». Саме з такою назвою гурт брав участь у 2003 р. на фестивалі «Перлини сезону», та у фіналі відбіркового «Євробачення 2005». Але згодом назву змінили на більш солідну.
Стиль музики поєднує романтизм, лірику, потужний гітарний драйв і слов'янський мелодизм вокальної лінії. Цей стиль можна сміливо назвати мелодійним поп-роком, але музиканти надають перевагу свободі і невимушеності, та не прив'язуються до конкретного музичного напрямку. Музика «Platina» має власний формат і музичний почерк.

## Склад групи
Зовсім недавно гурт пережив зміни у складі. Але його звучання і стиль залишились незмінними. До групи сьогодні входять:
- Вікторія Васалатій — лідер гурту, солістка, акустична гітара, поет, композитор;
- Юрій Кондратюк — гітара, композитор, аранжувальник;
- Сергій Рожков — клавішні, композитор;
- Микола Кістеньов — бас-гітара, бек-вокал;
- Олександр Капітонов — ударні.

## Дискографія
- 2006 відзнято перший відео кліп на пісню «Білет-кіно». Саме з його виходом в ефір відбулось перше знайомство глядача з творчістю групи.
- У цьому ж році з'явився дебютний альбом групи Platina, під назвою «Зайві слова»[3], до якого увійшли 14 україномовних треків. Видавець та дистриб'ютор альбому український музичний лейбл Lavina music[4][5][6].
- 2006 року пісня «Зайві слова» увійшла у топ спеціального проекту "Кров з молоком" на музичному каналі М1[7].
- 2007 року знято другий кліп на пісню «Зайві слова».[8]
- 2008 року гурт співпрацював з командою музичного лейблу TUARON[9], взяв участь у музичному фестивалі "Тарас Бульба-2008"[10] та у музичному фестивалі "Гніздо-2008"[11].
- Після тривалої перерви «Platina» випустила довгоочікуваний другий альбом «Про тебе»[12][13] і повернулася разом із піснями на вірші Лесі Українки на феєричному концерті у Києві[14][15].
- 2016 року презентовано сингл «Ало! I Love»